# Super Music Stadium
『Super! Music Stadium』（スーパー ミュージック スタジアム）は、ニッポン放送が2000年10月2日から2001年3月23日まで放送していた音楽番組。

## 出演者

### パーソナリティー
- 月曜：赤坂泰彦
- 火曜：松山千春
- 水曜：坂上みき
- 木曜：小林克也
- 金曜：吉田拓郎

## 放送時間
- 平日 19:00 - 21:00、2000年10月2日 - 2001年3月23日

## ネット局
| 放送地域      | 放送局名                      | 放送時間      | 備考 |
| ------------- | ----------------------------- | ------------- | ---- |
| 関東広域圏    | ニッポン放送（LF） 【制作局】 | 19:00 - 21:00 |      |
| 北海道        | STVラジオ                     | 19:00 - 21:00 |      |
| 茨城県        | 茨城放送（IBS）               | 19:00 - 21:00 |      |
| 栃木県        | 栃木放送（CRT）               | 19:00 - 21:00 |      |
| 中京広域圏    | 東海ラジオ（SF）              | 19:00 - 21:00 |      |
| 香川県        | 西日本放送（RNC）             | 19:00 - 21:00 |      |
| 福岡県        | 九州朝日放送（KBC）           | 19:00 - 21:00 |      |
| 沖縄県        | ラジオ沖縄（ROK）             | 19:00 - 21:00 |      |
| 青森県        | 青森放送（RAB）               | 19:00 - 20:00 |      |
| 岩手県        | IBC岩手放送（IBC）            | 19:00 - 20:00 |      |
| 宮城県        | 東北放送（TBC）               | 19:00 - 20:00 |      |
| 秋田県        | 秋田放送（ABS）               | 19:00 - 20:00 |      |
| 山形県        | 山形放送（YBC）               | 19:00 - 20:00 |      |
| 福島県        | ラジオ福島（RFC）             | 19:00 - 20:00 |      |
| 新潟県        | 新潟放送（BSN）               | 19:00 - 20:00 |      |
| 長野県        | 信越放送（SBC）               | 19:00 - 20:00 |      |
| 山梨県        | 山梨放送（YBS）               | 19:00 - 20:00 |      |
| 富山県        | 北日本放送（KNB）             | 19:00 - 20:00 |      |
| 石川県        | 北陸放送（MRO）               | 19:00 - 20:00 |      |
| 福井県        | 福井放送（FBC）               | 19:00 - 20:00 |      |
| 和歌山県      | 和歌山放送（WBS）             | 19:00 - 20:00 |      |
| 島根県 鳥取県 | 山陰放送（BSS）               | 19:00 - 20:00 |      |
| 岡山県        | 山陽放送（RSK）               | 19:00 - 20:00 |      |
| 広島県        | 中国放送（RCC）               | 19:00 - 20:00 |      |
| 山口県        | 山口放送（KRY）               | 19:00 - 20:00 |      |
| 高知県        | 高知放送（RKC）               | 19:00 - 20:00 |      |
| 愛媛県        | 南海放送（RNB）               | 19:00 - 20:00 |      |
| 長崎県 佐賀県 | 長崎放送（NBC） NBCラジオ佐賀 | 19:00 - 20:00 |      |
| 熊本県        | 熊本放送（RKK）               | 19:00 - 20:00 |      |
| 大分県        | 大分放送（OBS）               | 19:00 - 20:00 |      |
| 宮崎県        | 宮崎放送（MRT）               | 19:00 - 20:00 |      |

CMのみネット
- MBSラジオ（旧・毎日放送）※金曜 19:00 - 20:00、四国放送※平日 19:00 - 19:30